# Carlo Airoldi
Carlo Airoldi (Origgio, 21 de setembro de 1869 — Milão, 18 de Junho de 1929) foi um maratonista italiano, famoso por tentar competir nos Jogos Olímpicos de Verão de 1896.